# Dân quân

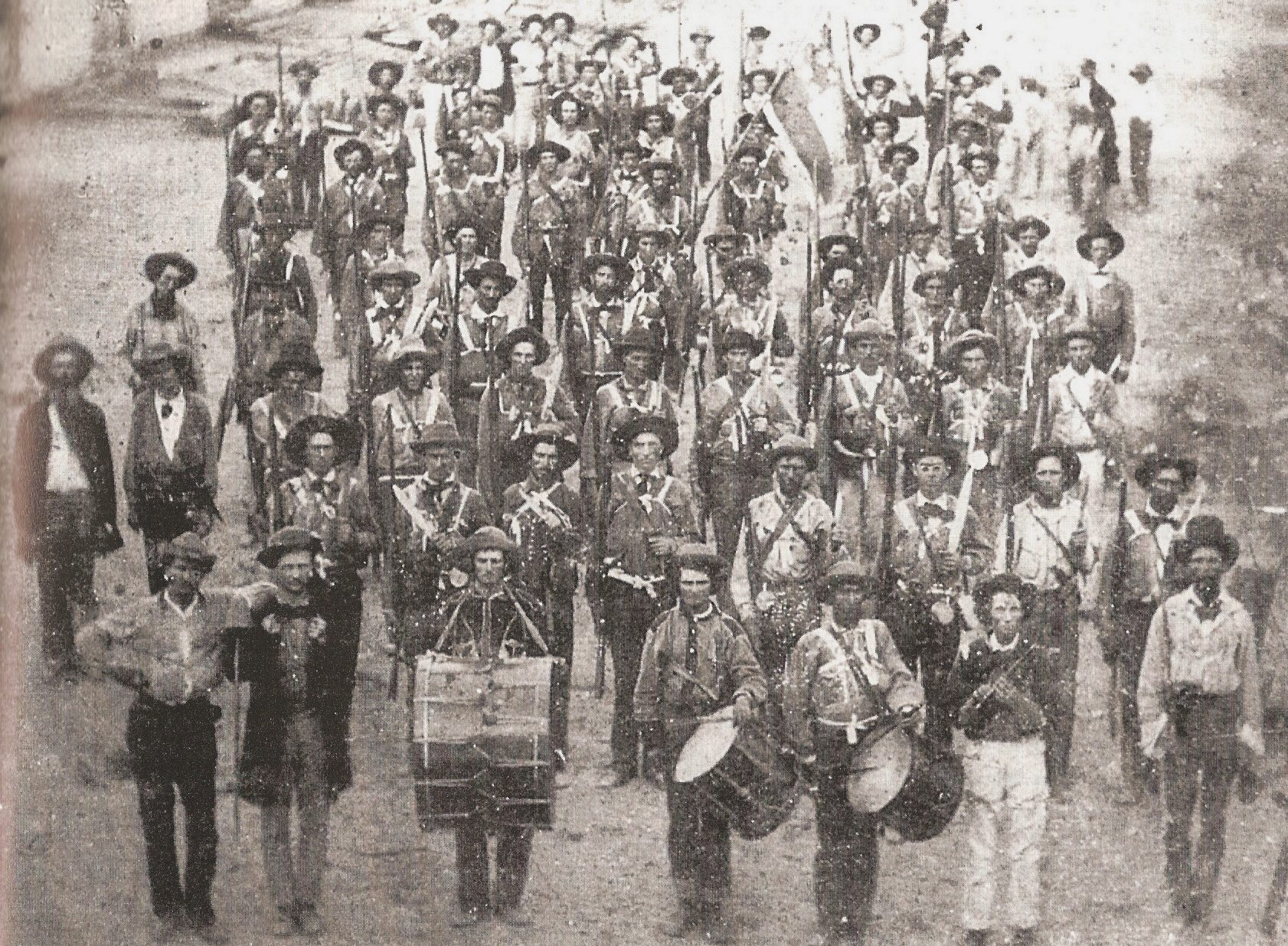
The Hempstead Rifles, đội dân quân tình nguyện đến từ thành phố Arkadelphia, bang Arkansas, Hoa Kỳ năm 1861

Dân quân (tiếng Anh: militia) hay dân binh (tiếng Trung: 民兵) về đại thể là một lực lượng vũ trang hoặc một số đơn vị chiến đấu của các binh lính không chuyên, của công dân hay thần dân một nước, những người có thể được gọi nhập ngũ bất cứ khi nào cần đến, đối lập với lực lượng quân chính quy chuyên nghiệp, quân nhân toàn thời gian hay trong lịch sử là các thành viên của tầng lớp võ phu, quân nhân quý tộc (ví dụ như Hiệp sĩ Anh hoặc samurai Nhật Bản).